# 讃岐忌部氏
讃岐忌部（さぬきいんべ）氏は、手置帆負命（たおきほおひのみこと）を祖神とする日本各地に分布する忌部氏の一族である。

## 概要
手置帆負命は、天照大神が天の岩屋に隠れてしまわれた時、彦狭知命（ひこさしりのみこと）と共に天御量（あまつみはかり）をもって木を伐り、瑞殿（みずのみあらか）という御殿を造営した。天児屋命（あめのこやねのみこと）らが祈りを捧げ、天鈿女命（あめのうずめのみこと）が舞を奏したところ、天照大神は岩屋を出て、この瑞殿に入られた。 後年この間に天降りした大国主命（おおくにぬしのみこと）の笠縫として仕えたとされる。
古語拾遺（807年）の「天中の三神と氏祖系譜」条に、太玉命（ふとたまのみこと）が率いた神の1つとして、「手置帆負命（讃岐国の忌部が祖なり。）」とあり、この「手置」とは「手を置いて物を計量する」意味と解釈されている。また、同書「造殿祭具の斎部」条には、「手置帆負命が孫、矛竿を造る。其の裔、今分かれて讃岐国に在り。年毎に調庸の外に、八百竿を貢る。」とあり、朝廷に毎年800本もの祭具の矛竿を献上していた。このことから竿調国（さおのみつぎ）と呼ばれ、それが「さぬき」という国名になったという説がある。
讃岐忌部氏は、矛竿の材料である竹を求めて、いまの香川県三豊市豊中町笠田竹田忌部の地に居を構え、そこを拠点として特に西讃（せいさん）地方を開発した。また、善通寺市大麻町の式内社「大麻（おおさ）神社」の社伝には、「神武天皇の時代に、当国忌部と阿波忌部が協力して麻を植え、讃岐平野を開いた。」という旨の記述が見え、大麻山（おおさやま）山麓部から平野部にかけて居住していたことがうかがえる。この開拓は、西讃より東讃（とうさん）に及んだものといわれている。
その他現在、香川県内にみられる神社や地名のうち、三豊市高瀬町の麻部（あさべ）神社、観音寺市の粟井（あわい）神社などの神社、高瀬町麻（あさ）、同町佐股（麻またの意味）、仲多度郡まんのう町佐文（さぶみ、麻分の意味）などの地名はその名残である。香川県神社誌（上巻）には、「東かがわ市引田町の誉田神社は忌部宿禰正國（いんべのすくねまさくに）の創始で、正國は旧大内郡の戸主であった。」との記録がある。
その後の讃岐忌部氏の足取りは定かではないが、高瀬町誌に「讃岐忌部氏は江戸時代の中ごろまで豊中町竹田字忌部にいたがその後高瀬町上麻に転住し現在に至る」との記述がある。

## 朝廷への貢納
讃岐忌部氏は、朝廷に毎年調庸（みつきもの）の他に800本の竿を貢じてきた。延喜式の臨時祭、桙（ほこ）木の条によると、「桙木1200本を讃岐国から毎年11月以前に進納する。」ともある。この朝貢は、崇徳天皇の時代（1123～1142年）まで続いたといわれている。

## 建築祭式との関連
手置帆負命は彦狭知命と木を切り出し瑞殿を作った伝承から共に工匠（工作を職とする人）の守護神とされ、木造建築の上棟式（棟上げ）などにおいて祭神とされる。その際は、ご神名を棟札に工事の概要と共に墨書きしてお祀りし、祝詞でも奏上される。

## 竹取物語との関連
竹取物語のモデルとなった場所として、岩波・新潮・講談社の「竹取物語研究書」は現在の奈良県北葛城郡広陵町としている。広陵町の小字（こあざ）は「笠神」であり、讃岐神社（広陵町）と笠神との間には「笠」なる村が存在し、古語拾遺の「崇神天皇」条に登場する笠縫邑（かさぬいのむら）と共に、讃岐忌部氏との関係が示唆される。
なお、この物語には竹取翁の名前が讃岐造（さぬきのみやつこ）、かぐや姫と名付けたのが三室戸斎部秋田（みむろとのいんべのあきた）とあることと、香川県さぬき市長尾町に鎮座する多和神社の祭神が讃岐忌部氏の祖神・手置帆負命であり、同町の古くからの特産品が竹であることから竹取物語との関係を指摘する声がある。同町では毎年10月に「竹のまち」をPRするイベント「かぐや姫カーニバル」が開催されている。

## 讃岐忌部と紀伊忌部
古語拾遺には「手置帆負・彦狭知の二はしらの神をして～」とあるように讃岐忌部氏の祖神・手置帆負命と紀伊忌部氏の祖神・彦狭知命が並列に書かれ、また手置帆負命が紀伊にも居住し、この2神の末裔が紀伊国名草郡の御木・麁香に居住していると記されている。日本書紀には、手置帆負命は作笠者（かさぬい）、彦狭知命は作盾者（たてぬい）とあり、共に役割が異なる専門技術者であったとみられる。
また、千葉県南房総市丸山町に莫越山（なこしやま）神社が沓見と宮下にあり、 両社とも祭神は手置帆負命・彦狭知命である。
沓見「莫越山神社」由緒によると、「神武天皇元年、天富命が忌部の諸氏を率いて東土の開拓に安房の国に来臨し、東方の開拓をなされた時に随神として来られ、工匠の職に奉仕した天小民命（あめのこたみのみこと）・御道命（みじのみこと）が、その祖神である手置帆負命と彦狭知命を当社に祀り、祖先崇敬を示されたことに始まる。手置帆負命・彦狭知命は、天太玉命に従って宮殿家屋機械器具の類をつくりはじめた神で、工匠の祖神であった。」とあって、ここでも両神の一体性を見ることができる。

## 阿波忌部の讃岐国への入植
穀（かぢ）や麻の栽培など農業にすぐれた、天日鷲命を祖神とする阿波忌部氏は、吉野川上流域から三好市池田町の猪ノ鼻峠を越えて讃岐平野まで入植した。前述の式内社「大麻神社」の社伝には、「神武天皇の時代、当国の忌部氏、阿波忌部と協力して讃岐を開拓し、此の地に麻を植え、殖産興業の途を開かれ、国利民福の基を進め、その祖神天太玉命を祀り、大麻天神（おおあさのあまつかみ）と奉称し、村の名を大麻と云う。」とある。阿波忌部は麻や穀物の普及をしながら、この大麻山を中心とする讃岐平野の他、西讃、仲多度郡まんのう町から琴平町、善通寺市、三豊市高瀬町に至る地域と、観音寺市粟井町を中心とした三豊平野および三豊市財田町、豊中町などの地域に進出していったと考えられている。
また、18代履中天皇の妃の兄にあたる阿波忌部族の一派であった天富命（あめのとみのみこと）の孫である鷲住王（わしずみおう）は、阿波国の脚咋別（あしくいわけ）（海部郡海陽町宍喰）の始祖となったのち、善通寺市大麻町付近に出向き、「大麻神社」を再興した後、飯野山（讃岐富士）の近くに居を構え、讃岐国造になった。飯野山の南山麓には、鷲住王を祭神とする「坂本神社」が祀られ、その背後には鷲住王が眠る「鷲住王塚」が残っている。なお、氏子にはその末裔の高木氏がいる。

## 香川県内の忌部氏ゆかりの神社
- 忌部神社

所在地：三豊市豊中町笠田竹田（祭神　手置帆負命）忌部氏は居住する忌部の地に、五社明神（現忌部神社）を建てて、祖神の手置帆負命ほか、忌部の諸祖神（天日鷲命・櫛明玉命・彦狭知命・天目一箇命）を祀った。
- 五社明神

所在地：三豊市三野町大見竹田（祭神　手置帆負命）
- 荒魂神社

所在地：三豊市仁尾町仁尾江尻（祭神　大國魂命、合祀祭神　手置帆負命、彦狭知命等）
- 宇賀神社

所在地：三豊市豊中町笠田笠岡（祭神　宇賀魂神、笠縫神）讃岐忌部の祖、手置帆負命の子孫此の地に永住するに依り、その追随の神に笠縫神あり。
- 厳島神社

所在地：三豊市財田町財田上大畑（祭神　市杵島姫命、合祀祭神　手置帆負命等）
- 粟井神社

所在地：観音寺市粟井町（祭神　天太玉命）社伝に「相伝う当国の忌部等太玉命を阿波国より迎え来り因って祀り奉る」とある。
- 御輿連（およれ）社

天太玉命を阿波よりお迎えしたときに立ち寄った場所とされる「御輿連（およれ）社」
元は地元で「よりの岡」「よんだはん」と呼ばれる新池北岸にあったそうだが、現在は粟井ダムの直下竜王社境内に他の地主神と合祀されている。
- 飛羅岐（ひらき）社

柞田川上流の谷口には天太玉命を阿波よりお迎えしたときに、弁当をお開きになって食べた場所との伝承をもつ「飛羅岐（ひらき）社」が祀られている。
元は地元でひらき岳と呼ばれる地にあったらしいが、今は谷口の集落に移され荒神様としてお祀りされている。
- 鷲尾神社

所在地：仲多度郡まんのう町十郷（祭神　天日鷲命）
- 麻部神社

所在地：三豊市高瀬町上麻（祭神　天日鷲命）
- 大麻神社

所在地：善通寺市大麻町上ノ村山（祭神　天太玉命）丸亀京極家編纂の「西讃府誌」に「相伝ふ弟橘姫（おとたちばなひめ）は讃岐人穂積氏忍山宿弥（おしやますくね）の娘なり」という記述があり、弟橘媛の父忍山宿弥は大麻神社の神官を務めたとされる。
- 坂本神社

所在地：丸亀市飯山町山の越（祭神　鷲住王）
- 一王子神社

所在地：丸亀市飯山町東坂元（祭神　秋津根王）秋津根王は鷲住王の王子。
- 三所神社

所在地：丸亀市本島町浦内（祭神　天照皇大神、手置帆負命、天香山神）
- 楠尾神社

所在地：高松市国分寺町新居（祭神　玉依姫命、八幡大神）神社の由緒によれば、『古代讃岐の忌部の祖、手置帆負命が当国（讃岐）の国造であった時、国の平和を祈る鎮護神として小祠を祀り、命の次子、手置日下大人道長を宮仕えと定め、楠尾の宮と崇め奉った。そのころ社辺に楠の大木数多繁茂し、朝廷の造船用木に献上したとも伝えられている。別名「甲朕の宮」の号がある。』との記述がある。
- 屋島神社内山祇神社

所在地：高松市屋島町東潟元（祭神　手置帆負命、彦狭知命等）
- ちきり神社内工初神社

所在地：高松市仏生山町百相上町（祭神　手置帆負命、彦狭知命）
- 多和神社

所在地：さぬき市前山（祭神　手置帆負命（多和神）、大己貴命）
- 誉田八幡神社

所在地：東かがわ市引田（祭神　応神天皇）手置帆負命の末裔で大内郡の領主である忌部正國が創祀。

## 関係する古墳群
- 御本祖古墳

所在地：三豊市豊中町大字笠田竹田974番地（忌部神社所有地）
形式：前方後円墳（413平方メートル）
築造時期：不詳
地元では「御本祖さん」と呼んでいるようである。讃岐忌部氏の祖神、手置帆負命を祀る忌部神社の古記録にも、その存在が記されている。名前からすると、この地に最初に来た讃岐忌部の先祖（始祖）の墳墓ではないかと思われる。発掘調査が数回なされているが、築造時期や被葬者はわかっていない。
- 野田院古墳

所在地：善通寺市善通寺町野田（大麻山山上）
形式：前方後円墳
築造時期：3世紀後半
大麻山（標高617m）の北西、約405mの高地に所在する盟主的古墳。阿讃特有の積石塚墓・古墳のひとつである。被葬者は、讃岐平野に最初に現れた豪族の首長と考えられている。周辺にも積石塚の塚・古墳が存在し「有岡古墳群」を形成している。香川県でこのような積石塚古墳が集中するのは、当該地域と高松市の「石清尾山積石塚」古墳群（同3世紀）だけである。
その他、県内の積石塚古墳は、前2世紀（弥生中期）の成重遺跡（東かがわ市白鳥）、1世紀の稲木遺跡（善通寺市）、3世紀の鶴尾4号墳（高松市）、丸井古墳（さぬき市前山）がある。

## 金毘羅さんとの関連
祖神・手置帆負命の神名は、手を置いて長さを測る「天御量」の方法で帆を製作したことから生じたのかもしれないとの指摘がある。現在確認できる事蹟から考えると、手置帆負命は船大工であった可能性がある。
こんぴらさんの名で親しまれている香川県仲多度郡琴平町の象頭山（標高538m）中腹に鎮座する金刀比羅宮に対する信仰、いわゆる金毘羅信仰を全国に広めたのが備讃瀬戸に点在する塩飽諸島の人々であった。塩飽の人々は、大麻山や象頭山を眺め天候を判断してきたが、象頭山は古代からの信仰の対象としての神奈備山であり、同時に天候を占う日和山だった。
一方、善通寺市弘田町鬼塚に鎮座する式内社、雲気神社の雲気とは、同社の神奈備山の天霧山にかかる雲の気のことであり、金刀比羅宮はこの雲気神社の論社の1つとされる。また象頭山はそのほとんどが神域となっているが、大部分は楠の自然林である。
これらのことから、手置帆負命の末裔は象頭山周辺の楠で船を造り、大麻山の麓に植えた麻から作った布で帆を張って、瀬戸内海を航行したと考える節もある。

## 手置帆負命を祭神とする神社（香川県外）
- 由加神社

所在地：岡山県倉敷市児島由加山（祭神　手置帆負命、彦狭知命等）
- 莫越山神社

所在地：千葉県南房総市丸山町沓見、宮下（祭神　手置帆負命、彦狭知命）